# Alec Issigonis
Sir Alexander Arnold Constantine Issigonis, född 18 november 1906, död 2 oktober 1988, var en grekisk-brittisk bilkonstruktör. Alec Issigonis är känd som skaparen av  Morris Minor och Mini.

## Biografi
Issigonis föddes i Smyrna (idag Izmir). Familjen Issigonis var brittiska medborgare genom hans farfar Demosthenis Issigonis som arbetade med järnvägen Smyrna-Aydin som byggdes av britter. Demosthenis Issigonis fick brittiskt medborgarskap i samband med detta. Hans far Constantine studerade i England. Alec Issigonis mor Hulda Prokopp härstammade från Württemberg. Fadern dog 1922 och familjen flyttade till Storbritannien 1923 där Issigonis studerade vid Battersea Polytechnic i London.
Issigonis började sedan arbeta i den brittiska fordonsindustrin som ingenjör och designer. Han tävlade också framgångsrikt i racing. 1936 började han arbeta vid Morris i Cowley. Under andra världskriget arbetade han med olika projekt, däribland det som blev Morris Minor som började produceras 1948. 1952 började han arbeta på Alvis innan han återkom till Morris som nu blivit British Motor Corporation och började arbeta vid anläggningen i Longbridge. 1956 fick han i uppdrag att ta fram en småbil, projektet gavs projektnamnet ADO15. Projektet drevs på av Suezkrisen och de ökade oljepriser den medförde. 1959 presenterades så Morris Mini Minor och Austin Seven - Minin. Modellen var en milstolpe med sin framhjulsdrift, tvärställda motor, 10 tumshjul och effektiva användande av ytor. 1961 blev Issigonis teknisk direktör vid BMC. Han adlades och pensionerades 1971, men arbetade vidare fram till sin död 1988.